# Ernest Manning
Ernest Charles Manning, PC CC AOE (Carnduff, Saskatchewan, 20 de setembro de 1908 – Calgary, 19 de fevereiro 1996), um político canadense, foi o oitavo primeiro-ministro de Alberta. Exerceu o cargo entre 1943 e 1968 e integrava o Partido do Crédito Social de Alberta. Ele serviu mais do que qualquer outro premier na história da província e foi o segundo mais antigo primeiro-ministro provincial na história do Canadá (somente depois de George H. Murray, da Nova Escócia). Ele também foi o único membro do Partido do Crédito Social do Canadá a sentar-se no Senado e, com o partido excluído da Câmara dos Comuns em 1980, foi seu último representante no Parlamento.

## Família
Manning nasceu em Carnduff, Saskatchewan, em 1908, sendo filho dos imigrantes ingleses George Henry Manning (1872-1956) e Elizabeth Mara Dixon (1870-1949),e foi criado em uma fazenda. Um ouvinte dedicado das transmissões de rádio evangelísticas do futuro primeiro-ministro William Aberhart, Manning se matriculou no Calgary Prophetic Bible Institute de Aberhart em 1927, tornando-se o primeiro graduado daquela instituição.
Em 1930, o próprio Manning começou a falar no programa "Back to the Bible Hour" do Instituto Bíblico Propético para uma grande audiência no Canadá, uma prática de evangelista que ele manteve ao longo de sua vida, mesmo na política, incluindo seus termos como premier.
Em 1936, Manning casou-se com Muriel Aileen Preston, a pianista do Prophetic Bible Institute, com William Aberhart dando a noiva para longe. Eles tiveram dois filhos, Keith, que morreu em 1986, e Ernest Preston (geralmente chamado Preston), que fundou o Partido Reformista do Canadá. Ernest e Preston foram homenageados como Companheiros da Ordem do Canadá.

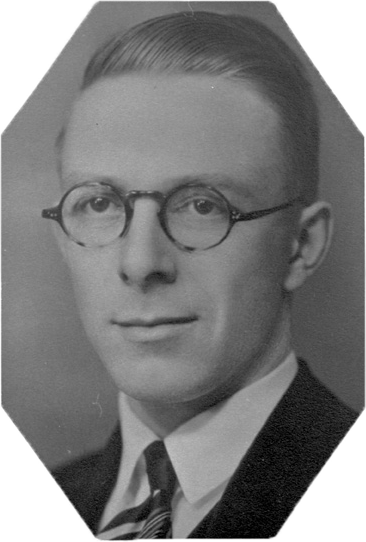
Ernest C. Manning, 1935

## Política provincial
Nas eleições provinciais de 1935, ele foi eleito para a Assembleia Legislativa de Alberta como MLA de Crédito Social de Calgary. Os Socreds obtiveram uma vitória inesperada naquela eleição, e Manning tornou-se Secretário Provincial de Alberta e Ministro do Comércio e Indústria. Em 1940, ele trocou de lugar e foi eleito por Edmonton. Em 1943, tornou-se líder do Socred e premiê de Alberta depois da morte de Aberhart.

### Primeiro-ministro
Sob Manning, o partido abandonou amplamente as teorias de crédito social. Manning tinha sido um defensor leal de Aberhart desde o começo, então não está claro por que ele estava tão disposto a abandonar a ideologia tradicional de seu partido. Uma explicação provável pode ter sido pragmática; Muitos dos objetivos da política do Crédito Social infringiram as responsabilidades reservadas ao governo federal sob a Lei Britânica da América do Norte.
No entanto, Manning duas vezes honrou a promessa de Aberhart de 1935 de emitir um Certificado de Prosperidade para Albertans. Em 1957, seu governo anunciou um Alberta Oil Royalty Dividend de US $ 20 e emitiu um dividendo de US $ 17 no ano seguinte. A política foi amplamente criticada e, no ano seguinte, Manning concordou em usar os royalties do petróleo em obras públicas e programas sociais.
Manning também procurou eliminar influências anti-semitas do partido. O antissemitismo era há muito tempo um marco na retórica de Socred, mas ficou menos elegante depois da Segunda Guerra Mundial. Manning, no entanto, deu continuidade às políticas sociais conservadoras do Social Credit. Por muitos anos, os aviões não podiam servir álcool enquanto sobrevoavam a província.
Sob Manning, Alberta se tornou uma província virtual de partido único. Ele levou o Crédito Social a sete vitórias eleitorais consecutivas entre 1944 e 1967, geralmente com mais de 50% do voto popular e somente uma vez tendo que enfrentar mais de 10 MLAs da oposição. O auge de sua popularidade veio em 1963, quando o Socreds fez campanha sob o slogan "63 in 63" - isto é, uma limpeza geral da legislatura de 63 assentos. Eles ficaram aquém desse objetivo, mas ainda reduziram a oposição a apenas três MLAs - dois liberais e um com o apoio de ambos os liberais e conservadores progressistas - no total. Ainda é o maior governo majoritário, em termos de porcentagem de assentos conquistados, na história de Alberta. O sucesso eleitoral do Crédito Social baseou-se, em parte, no que era considerado como um bom governo da província.
No entanto, um sinal sinistro veio durante a última vitória de Manning, quando os Conservadores Progressistas, antes moribundos e liderados por Peter Lougheed, conquistaram seis cadeiras, a maioria em Calgary e Edmonton. Mais seriamente, os PCs se saíram bem o suficiente no resto da província para manter o Crédito Social em 45% dos votos, sua menor votação desde 1940. Apesar de sua popularidade de longa data, o Crédito Social era um partido rural, e nunca perdeu isso. caráter essencial. Nunca realmente se adaptou às mudanças em Alberta, já que suas duas maiores cidades ganharam cada vez mais influência, embora o próprio Manning representasse as rampas urbanas durante toda a sua carreira. Manning se aposentou em 1968 e o Social Credit foi eliminado do cargo três anos depois. Nunca mais voltou à vista do poder. Quando Manning deixou a legislatura, só ele, Alfred Hooke e William Tomyn foram deixados da convenção original de 1935. Desse trio, Hooke foi o único MLA a ver o governo desde o início até o fim em 1971 (Tomyn fez uma pausa de 1952 a 1959).

### Política Federal
Manning também usou sua forte posição provincial para influenciar os Socreds federais. Ele disse à convenção de 1961 sobre a liderança federal que Alberta nunca aceitaria a Caouette Real de Quebec, uma igreja francófona, como líder do partido, apesar de Caouette liderar a mais forte filial a leste de Manitoba. Robert Thompson, de Alberta, venceu a eleição, embora as objeções de Manning a Caouette levassem a suspeitas de que a votação fosse fixa. De fato, Caouette afirmou mais tarde que tinha apoio suficiente para vencer, mas os delegados de Quebec votaram em Thompson depois que Manning lhe disse: "Diga ao seu povo para votar em Thompson porque o Ocidente jamais aceitará um líder católico francês canadense."
Por esta altura, no entanto, todos, com excepção de quatro membros do caucus federal de crédito social vieram do Quebec. Em 1963, praticamente todos os deputados do Socred de Quebec seguiram Caouette para o Ralliement des créditistes, deixando para trás um crédito social no Canadá inglês.
Posteriormente, Manning não deu muito apoio ao minúsculo caucus de Thompson e, preocupando-se com a trajetória de esquerda tanto dos liberais federais quanto dos conservadores progressistas, encorajou Thompson a tentar realizar uma fusão dos partidos federais do Socred e do PC. As negociações fracassaram, mas em 1967, com o apoio tanto de Robert Manning quanto do líder do PC, Robert Stanfield, Thompson concorreu na próxima eleição com os PCs.

## Senado
Após a aposentadoria em 1968, Manning estabeleceu sua própria firma de consultoria, a Manning Consultants Limited, com seu filho Preston. Em 1970, ele foi nomeado para o Senado como o primeiro (e, como se viu, apenas) Socred a servir nesse órgão. No mesmo ano, ele foi feito um Companheiro da Ordem do Canadá. Ele se aposentou em 1983, tendo atingido a idade de aposentadoria compulsória de 75 anos. Ernest Manning morreu em Calgary em 1996.

## Legado
Uma escola secundária e uma estrada do parque empresarial em Calgary, uma estrada da autoestrada em Edmonton, e uma cidade em Alberta do norte, são nomeadas após Ernest Manning.
Em 1980, foi criada a Ernest C. Manning Awards Foundation e os Manning Innovation Awards, em 1982, com o objetivo de promover e honrar a inovação canadense.
Em 2013, a equitação federal de Edmonton-Manning foi estabelecida em nome de Manning.